# Evangelische Kirche Bussnang

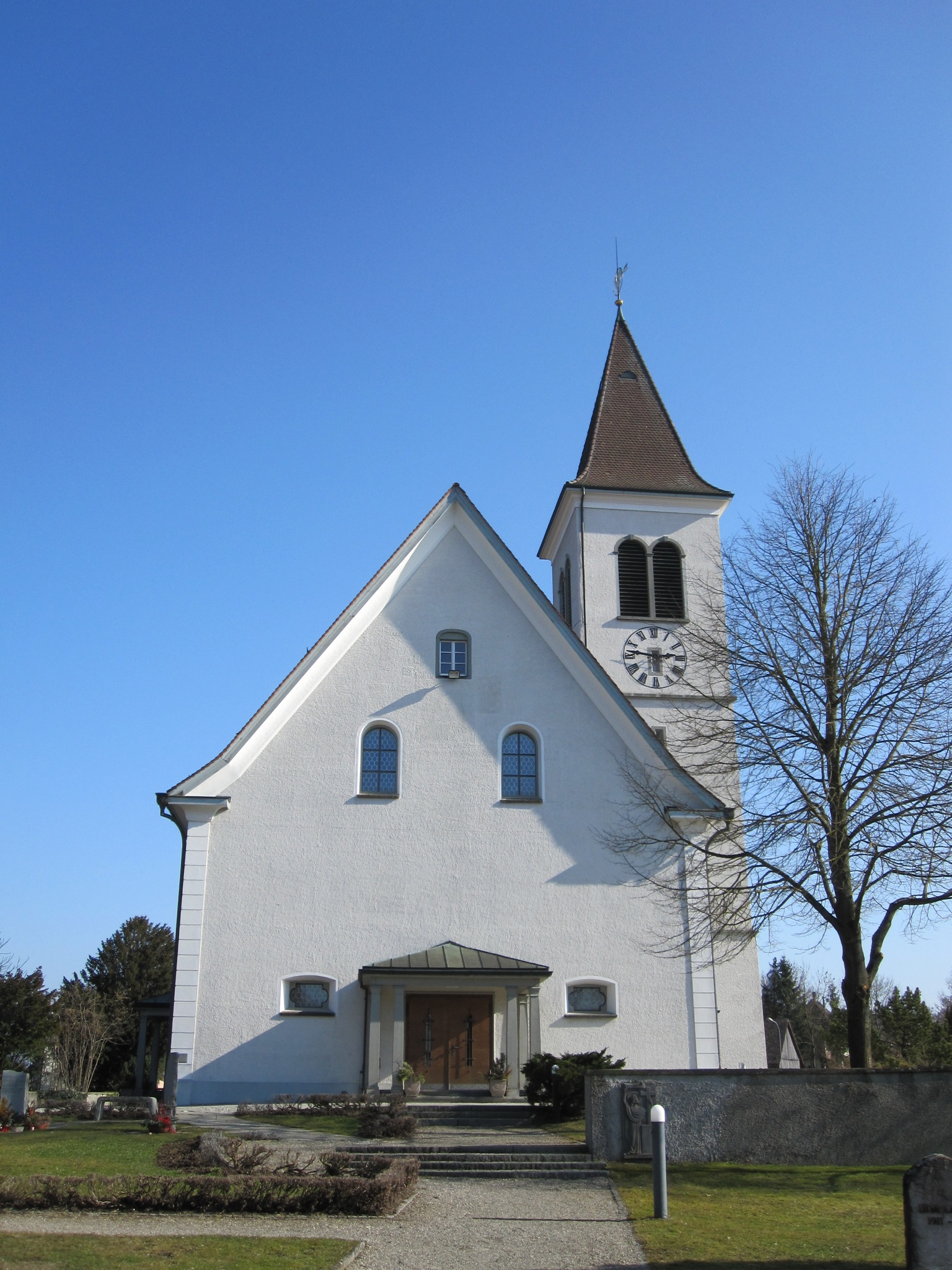
Aussenansicht

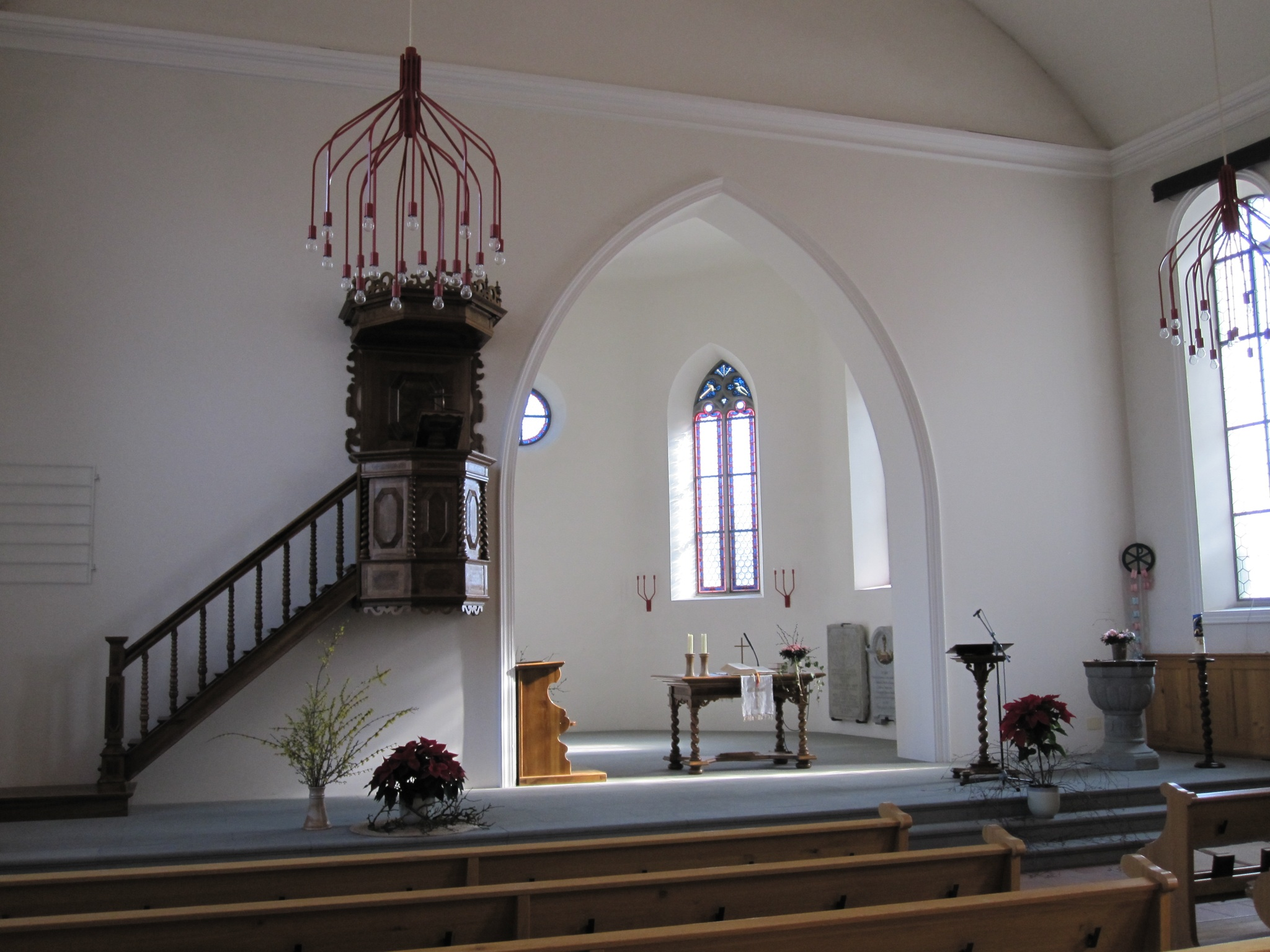
Innenraum

Die Evangelische Kirche Bussnang ist ein geschichtsträchtiges und denkmalgeschütztes evangelisch-reformiertes Gotteshaus in Bussnang im Kanton Thurgau.

## Gründung
Ersturkundlich bezeugt ist am 15. August 885 die noch nicht existierende Kirche in Bussnang als Stiftung des Wolfhart von Hünikon. Dieser vererbte seinen gesamten Besitz dem Kloster St. Gallen. Er verband damit die Bedingung, dass mit diesem Vermögen in Bussnang eine Kirche gebaut wird.
Der Bau wurde ganz in Holz gehalten und unter dem Patrozinium des Gallus auf der Erhebung zu Pussanhanc (anc = Weide, Pusso = Name des Gründers, der den Platz urbar gemacht hatte) errichtet.

## Neubauten
Die kleine Holzkirche war zwischen Ottoberg und Nollen der einzige christliche Sakralbau. Erst später entstanden Filialkirchen und sich separierende Pfarreien in Weinfelden, Wertbühl und Wuppenau. 
Im Jahre 1123 wurde der Holzbau durch eine massige Steinkirche ersetzt. Diese wiederum wich einem spätgotischen Neubau 1423. Ebenfalls spätgotisch inspiriert war 1484 der Ausbau des Chores mit Masswerkfenstern und einem Sakramentshaus durch den Komtur von Tobel, einem Freiherrn von Bussnang.

## Reformation
1528 nahm Bussnang unter Pfarrer Niklaus die Reformation an. Es folgten jahrzehntelange Streitigkeiten bezüglich der Kirchennutzung, da sich im Ort eine katholische Minderheit hielt. Im Jahre 1583 wurde den katholischen Gläubigen zugestanden, in der Kirche zu bestimmten Zeiten die Messe zu halten. Bis in die 1930er Jahre war die alte Kirche als eine Simultankirche im Gebrauch beider Konfessionen. 1934–1935 wurde neben der Evangelischen Kirche nach Plänen des expressionistischen Architekten Otto Linder die katholische Kirche St. Joseph gebaut und die bisherige den Reformierten vollumfänglich übertragen und ganz zur protestantischen Predigtkirche umgestaltet. Der Kirchturm wurde um fünf Meter aufgestockt und mit einem neuen Geläute versehen.
Letztmals renoviert wurde die Kirche in den Jahren 1990/91.

## Kirchliche Organisation
Bussnang bildet eine eigenständige reformierte Kirchgemeinde innerhalb des Dekanats II: Weinfelden der Evangelischen Landeskirche des Kantons Thurgau.